# Michel Sogny
Michel Sogny (ur. 21 listopada 1947 w Pau, Francja)) — francuskim pianistą, kompozytorem i pisarzem pochodzenia węgierskiego. Stworzył nową metodę nauki gry na fortepianie. Ta metoda umożliwia każdemu uczniowi opanowanie instrumentu, gdy ogólnie przyjmuje się, że nauka gry na fortepianie jest niemożliwa po dzieciństwie.

## Życiorys
Michel Sogny studiował w École Normale de Musique de Paris, gdzie studiował grę na fortepianie pod kierunkiem Julie Gentile i Yvon Desport. Posiada tytuł licencjata w dziedzinie literatury, tytuł magistra psychologii oraz doktorat z filozofii, który uzyskał na Sorbonie pod kierunkiem Vladimira Zhankelevicha. Michel Sogny jest założycielem fundacji SOS Talents Foundation. 
Wraz z prawnukiem Valéry Giscard d’Estaing i Ferecna Liszta - Oliverem de Pruxem, był jednym z członków założycieli francuskiego Stowarzyszenia Ferenca Liszta.

## Metoda fortepianowa Michela Sogny
Metodologia Sogny jest studiowana w Paryżu i Genewie w szkołach, które założył. Od 1974 roku ponad 20 000 studentów zaczyna opanować grę na fortepianie zgodnie z metodologią Sogny. 
Metoda składa się z dwóch głównych elementów: pracy dydaktycznej Prolégomènes, która przedstawia małe ćwiczenia. Prolégomènes [9] Rozwija percepcję muzycznej symfonii i dźwięku. Drugi składa się z cyklu studiów, który koncentruje się na rozwijaniu umiejętności, jakie są ruchy rąk i postawa.
Jednym z jego studentów, który rozpoczął praktykę na fortepianie w wieku dorosłym był francuski profesor Michel Paris. Po ukończeniu czteroletniego kursu metodologii Sogny, w wieku 30 lat pod patronatem Ministerstwa Kultury zorganizował koncert solowy w Théâtre des Champs-Élysée.
Jednym z uczniów Michaela Sonye.  była Claudine Zhevago, która w 1983 i 1984 roku grała w Théâtre des Champs-Élysée.
W 1981 roku Senat formalnie zwrócił się do Ministra Kultury Jacquesa Langa o rozważenie rozszerzenia metodologii Michela Sogny w całej Francji.